# Dimije
Dimije (od turskog: dimi = vrsta platna, fustian, barket, a to je u turski ušlo od grčkog dimitos ) ili turske hlače, ponekad zvane i šalvare, su tradicionalne vrlo široke hlače koje su se nosile po Osmanskom Carstvu, koje su vrijemenom postale sinonim za oblačenje ala turca - žena i muškaraca.

## Opis
Dimije su bile vrlo široke, i jako jednostavno krojene hlače duge do gležnjeva, koje su se na dnu vezivale trakama, da se ne spotakne na njih. Kroj dimija bio je vrlo jednostavan, imale su istu prednjicu i zadnjicu, bez ikakvog načina raskopčavanja s prednje ili bočne strane, ili šlica za muškarce. O pojasu su se zatezale - trakom ili pojasem. Kad su postale popularne, negdje istovremeno kao i hlače u ostalim Europskim zemljama tijekom - 16. stoljeća - nosili su ih podjednako i muškarci i žene.
Tradicionalna turska muška odjeća (slična je bila i ženska) sastojala se od košulje (turski: gömlek), dimija, pojasa (kuşak), jeleka (yelek) i cipela (çizme). Za hladnog vrijemena, prego svega se nabacivao - kaftan (jedna vrsta ogrtača). Jedina razlika između odjeće prosječnog stanovnika Osmanskog Carstva i onih iz više društvene klase, bila je u bojama i kvaliteti tkanina od kojih je njihova odjeća bila izrađena, i nešto dužeg kaftana, koji bi bio raskošno vezen i ukrašen.

### Podrijetlo i raširenost
Dimije su zapravo samo jedna modifikacija azijskih šalvara koje su se raširile po Perziji i Indiji za vrijeme uspona Mogulskog Carstva u 16. stoljeću. Negdje oko sredine 19. stoljeća dimije su postale odjevni predmet koji su nosili gotovo svi pripadnici Osmanskog Carstva, kako muslimani tako i kršćani i židovi. 
Jedino što su za nemuslimane bile ograničene boje - to je mogla biti samo crna. Tako je bilo odjeveno gradsko stanovništvo u Bosni i Hercegovini, Kraljevini Ugarskoj, Hrvatskoj, Srbiji, Crnoj Gori, Kosovu i Makedoniji. Seosko stanovništvo - se pretežno nastavilo odjevati u svoje tradicionalne nošnje, iako je i kod nje bio vidljiv uticaj osmanske mode. Kako se širila industrijska roba iz Zapadne Europe, tako su se postepeno dimije povlačile iz upotrebe, ali su ih muslimanke nastavile nositi sve do današnjih dana.

### Dimije kao europski modni hit
Prvi koji su se oduševili dimijama bili su Francuzi preko čuvenog Ruskog baleta Sergeja Dijagiljeva početkom 20. stoljeća. Od tada do danas bilo je više valova popularnosti dimija u modnoj industriji.

## Vanjske poveznice
- The Ottoman Empire na portalu Encyclopædia Britannica (engl.)
- Narodnje nošnje